# Puchar Narodów Afryki 2019 (kwalifikacje)/Grupa A
W grupie A eliminacji Pucharu Narodów Afryki 2019 grają:
- Senegal
- Gwinea Równikowa
- Sudan
- Madagaskar

## Tabela
| Msc. | Zespół           | M | W | R | P | Br+ | Br- | +/- | Pkt |
| ---- | ---------------- | - | - | - | - | --- | --- | --- | --- |
| 1    | Senegal (A)      | 6 | 5 | 1 | 0 | 12  | 2   | +10 | 16  |
| 2    | Madagaskar (A)   | 6 | 3 | 1 | 2 | 8   | 8   | 0   | 10  |
| 3    | Gwinea Równikowa | 6 | 2 | 0 | 4 | 5   | 7   | -2  | 6   |
| 4    | Sudan            | 6 | 1 | 0 | 5 | 5   | 13  | -8  | 3   |

|                  | Senegal | Madagaskar | Sudan | Gwinea Równikowa |
| ---------------- | ------- | ---------- | ----- | ---------------- |
| Senegal          | X       | 2:0        | 3:0   | 3:0              |
| Madagaskar       | 2:2     | X          | 1:3   | 1:0              |
| Sudan            | 0:1     | 1:3        | X     | 1:4              |
| Gwinea Równikowa | 0:1     | 0:1        | 1:0   | X                |

## Wyniki

### Kolejka 1
| 9 czerwca 2017 21:00 CET | Sudan · El Tahir 73' | 1:3(0:1)Raport | Madagaskar · 15', 84' Andriatsima · 62' (k.) Andriamahitsinoro | Al-Ubayyid Stadium, Al-Ubajjid Sędzia: Sadok Selmi |
|                          |                      |                |                                                                |                                                    |

| 10 czerwca 2017 23:00 CET | Senegal · Sow 2', 73' · Gueye 90+1' | 3:0(1:0)Raport | Gwinea Równikowa | Stade Léopold-Sédar-Senghor, Dakar Sędzia: Rédouane Jiyed |
|                           |                                     |                |                  |                                                           |

### Kolejka 2
| 8 września 2018 17:00 CET | Gwinea Równikowa · Nsue 30' | 1:0(1:0)Raport | Sudan | Estadio de Bata, Bata Sędzia: Hélder Martins de Carvalho |
|                           |                             |                |       |                                                          |

| 9 września 2018 13:30 CET | Madagaskar · Voavy 43' · Koulibaly 67' (sam.) | 2:2(1:1)Raport | Senegal · 26' Konaté · 62' Keita | Stade Municipal de Mahamasina, Antananarywa Sędzia: Joshua Bondo |
|                           |                                               |                |                                  |                                                                  |

### Kolejka 3
| 13 października 2018 17:00 CET | Gwinea Równikowa | 0:1(0:1)Raport | Madagaskar · 18' Andriatsima | Estadio de Bata, Bata Sędzia: Mehdi Abid Charef |
|                                |                  |                |                              |                                                 |

| 13 października 2018 21:00 CET | Senegal · 17' Cissé · 18' Gueye · 50' Niang | 3:0(2:0)Raport | Sudan | Stade Léopold-Sédar-Senghor, Dakar Sędzia: Bamlak Tessema Weyesa |
|                                |                                             |                |       |                                                                  |

### Kolejka 4
| 16 października 2018 19:30 CET | Sudan | 0:1(0:0)Raport | Senegal · 86' S. Sarr | Stade de Khartoum, Chartum Sędzia: Mustapha Ghorbal |
|                                |       |                |                       |                                                     |

| 16 października 2018 13:30 CET | Madagaskar · Rakotoharimalala 42' | 1:0(1:0)Raport | Gwinea Równikowa | Stadion Vontovorona, Antananarywa Sędzia: Mahamadou Keita |
|                                |                                   |                |                  |                                                           |

### Kolejka 5
| 17 listopada 2018 16:00 CET | Gwinea Równikowa | 0:1(0:0)Raport | Senegal · 52' (sam.) Meseguer | Estadio de Bata, Bata Sędzia: Mahmoud El Banna |
|                             |                  |                |                               |                                                |

| 18 listopada 2018 12:30 CET | Madagaskar · Andriamahitsinoro 77' | 1:3(0:1)Raport | Sudan · 2' Musa · 61' Abuaagla · 85' Yasir | Stadion Vontovorona, Antananarywa Sędzia: Bamlak Tessema Weyesa |
|                             |                                    |                |                                            |                                                                 |

### Kolejka 6
| 22 marca 2019 15:00 CET | Sudan · Mokhtar 15' | 1:4(1:2)Raport | Gwinea Równikowa · 19' (k.), 35' (k.) Nsue · 49' Ganet · 85' Obiang | Stadion Al-Hilal, Omdurman Sędzia: Sekou Ahmed Toure |
|                         |                     |                |                                                                     |                                                      |

| 22 marca 2019 CET | Senegal · Niang 27', 56' | 2:0(1:0)Raport | Madagaskar | Stade Lat-Dior, Thiès Sędzia: Youssef Essrayr |
|                   |                          |                |            |                                               |

## Strzelcy
3 gole
- Emilio Nsue
- Faneva Imà Andriatsima
- M’Baye Niang

2 gole
- Carolus Andriamahitsinoro
- Idrissa Gueye
- Moussa Sow

1 gol
- Pablo Ganet
- Pedro Obiang
- Njiva Rakotoharimalala
- Paulin Voavy
- Keita Baldé Diao
- Pape Abou Cissé
- Moussa Konaté
- Sidy Sarr
- Abuaagla Abdalla
- Athar El Tahir
- Mohamed Mokhtar
- Mohamed Musa Idris
- Yasir Muzamil

Gole samobójcze
- Luis Meseguer (dla Senegalu)
- Kalidou Koulibaly (dla Madagaskaru)